# Rolf Tarrach i Siegel
Rolf Tarrach i Siegel (València, 1948) és un catedràtic de física teòrica, que fou president del Consell Superior d'Investigacions Científiques espanyol (2000-2003), rector de la Universitat de Luxemburg (2005-2014) i president de l'Associació Europea d'Universitats (2015-2019).
El 1970 es llicencià en física a la Universitat de València. Doctor en física teòrica per la Universitat de Barcelona, Tarrach va ser catedràtic de física teòrica a les Universitats de València i Barcelona, on ha exercit nombrosos càrrecs acadèmics com a vicerector de la UB (1990-1994) i degà de la Facultat de Física (1996-1998). Ha estat també assessor en matèria científica de la Generalitat de Catalunya i del Congrés dels Diputats, i ha fet diverses estades al CERN. Està especialitzat en teoria quàntica de camps, teoria de partícules elementals, mecànica quàntica i teoria quàntica de la informació.
Va ser President del CSIC entre 2000 i 2003, quan va dimitir per discrepàncies amb la política duta a terme pel Ministeri de Ciència i Tecnologia d'Espanya. Des de 2005 fins al 2014 va ser rector de la Universitat de Luxemburg.
En possessió de la Creu de l'Orde d'Alfons X el Savi i de l'Encomana de l'Orde d'Isabel la Catòlica, ha estat guardonat amb nombrosos premis nacionals i internacionals, i és doctor «Honoris causa» per la Universitat de Sant Petersburg. Des de 1993 és membre de la Reial Acadèmia de Ciències i Arts de Barcelona i des de 2004 de l'Institut d'Estudis Catalans.
El 1980 va rebre el Premi Eduard Fontserè de l'IEC. El 1996 va rebre la Medalla Narcís Monturiol al mèrit científic de la Generalitat de Catalunya per les contribucions a la teoria quàntica de camps i en particular a la teoria de les interaccions fortes de les partícules elementals, i també per l'activitat formativa, divulgativa i organitzativa associades a aquestes investigacions.

## Obres
- P. Pascual i R. Tarrach, QCD: renormalization for the practitioner, Berlín, Springer, 1984,